# Ana Aranda
Ana Aranda Vasserot (León, España, 1979) es una periodista, escritora, sinóloga y gestora cultural española especializada en cultura de China. Entre otros libros de la cultura china, ha traducido al español El arte de la guerra de Sun Tzu  y Las treinta y seis estratagemas chinas.

## Trayectoria
Ana Aranda Vasserot estudió Comunicación Audiovisual en la Universidad Complutense de Madrid y Estudios Asiáticos en la Universidad Oberta de Catalunya. Ha trabajado en Telemadrid, Globomedia, Geca, Notro, Discovery, entre otras cadenas y productoras de televisión. 
Tiene un grado en Estudios Asiáticos y es máster de cultura china por la  Universidad Abierta de Cataluña. Ha realizado varios viajes de estudio a China, uno de los cuales, a la provincia de Yunnan, lo cuenta en la entrevista que le realizaron en la sección de viajes de El País, el Trotamundos, así como la metodología que siguió para realizar la traducción del clásico libro chino, El arte de la guerra de Sun Tzu.
Aranda Vasserot combina su doble formación universitaria con su pasión por la cultura china en sus trabajos y escritos. Así, ha editado dos gramáticas chinas y el libro Guía esencial de la lengua china, los tres en Adeli ediciones. 
Desde enero de 2023 es coordinadora de cultura y cursos del Instituto Confucio de Madrid, con el que ha llevado a cabo diversas actividades culturales. También dirige desde el año 2020 Los mundos del guionista, una academia dedicada a formar guionistas. 
Como articulista ha publicado en el periódico digital The Objective el artículo "Suzhou River, el río en el que se mezclan las aguas", en el que analiza la película de Lou Ye Suzhou River, defendiendo el mestizaje cultural: "En estos tiempos en los que el llamado apropiacionismo se ha convertido en una excusa para rechazar la mezcla y el mestizaje cultural, quizá sería bueno invertir el consejo de los borrachos y bebedores profesionales y, en vez de no mezclar, mezclar todo cuanto podamos".

## El arte del engaño
En el año 2018, se publicó la traducción de Aranda Vasserot de El arte de la guerra de Sun Tzu en el libro El arte del engaño, de Daniel Tubau, dedicado a la estrategia china. En 2020 el libro fue presentado en el Institut Confuci de Barcelona por los dos autores. La traducción de El arte de la guerra fue publicada posteriormente como libro.

## El arte de la guerra (Ariel, Planeta)
Aranda Vasserot realizó esta traducción del chino y la comentó, lo que ayuda a la comprensión del significado de este clásico libro sobre la estrategia. Realiza análisis del texto comparando las interpretaciones posibles de términos específicos o de párrafos complejos, con referencias a libros coetáneos y personajes que se describen como típicos en el arte militar.
Según Aranda Vasserot, el líder Liu Jin,  comparaba El arte de la guerra con «un montón de perlas tintineando en un plato»; haciendo referencia a que el libro no tenía una estructura clara, sino que era una recopilación de frases. Aranda Vasserot sí detecta esa estructura, ya que uno de los objetivos de esta traducción es «detectar el hilo que une esas perlas».
El arte de la guerra de se ha publicado en España, Chile, México y Argentina.

## Las 36 estratagemas chinas (Ariel, Planeta)
En el año 2023, publicó una nueva traducción comentada de otro clásico de la estrategia china, Las 36 estratagemas, manual secreto del arte de la guerra. Aranda Vasserot destaca los métodos indirectos de la estrategia china: "Su objetivo es disuadirte para que hagas algo, pero no hay violencia ni presión, hay convencimiento y mucha manipulación psicológica". Además, considera que estas antiguas estratagemas se pueden aplicar en todos los terrenos, no sólo en el campo de batalla: "Algunas de las estrategias son consejos muy útiles para manejar equipos, motivar o simplemente ayudar a un amigo o familiar. Casi todas sirven para los creativos, narradores o publicistas, porque suelen jugar con la sorpresa, o el desvío, como ‘Hacer ruido en el este, para atacar el oeste’, o ‘Engañar al cielo para cruzar el mar’".